# St Peter's College, Oxford

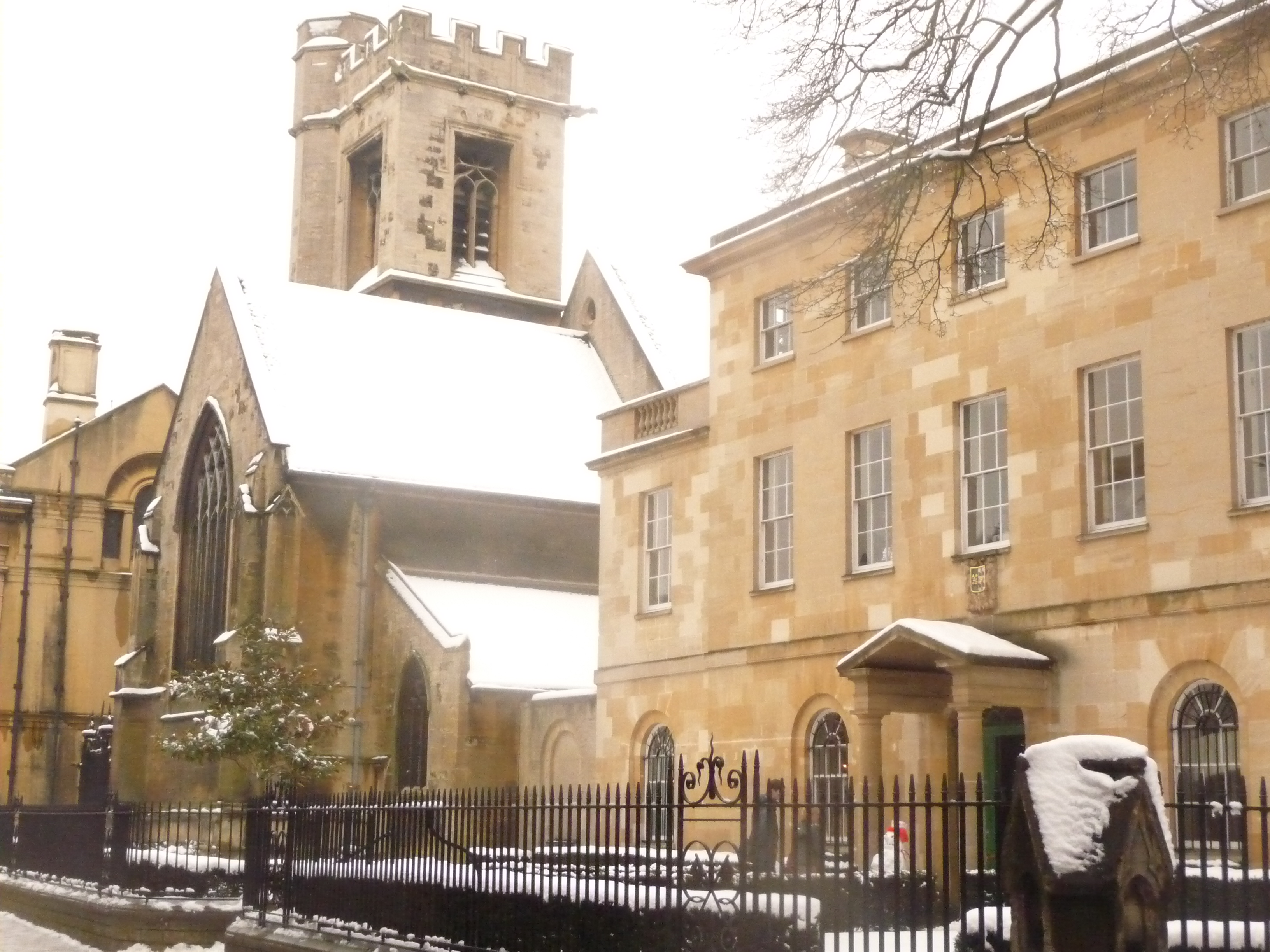
Collegets kapell och huvudingång.

St Peter's College är ett av Oxfords universitets college, beläget på New Inn Hall Street i centrala delen av Oxfords historiska stadskärna. Colleget grundades av Francis James Chavasse, biskop emeritus av Liverpool, 1929. Ursprungligen var det en Permanent Private Hall och fick status som nytt college vid universitetet 1961. Sedan 1979 antar colleget både kvinnliga och manliga studenter, efter att under sina första decennier endast ha varit öppet för manliga studenter.
Colleget ligger på platsen för två medeltida studentboenden, Trilleck's Inn (sedermera New Inn Hall) och Rose Hall. Den förra organisationen grundades av John Trilleck, biskop av Hereford i mitten av 1300-talet, och uppgick i Balliol College 1887. Den senare donerades av William av Wykeham till New College. Marken såldes sedermera av New College till St Peter-le-Baileys församling och 1874 uppfördes St Peter-le-Baileys nuvarande kyrka, som idag är collegets kapell.

## Kända alumner

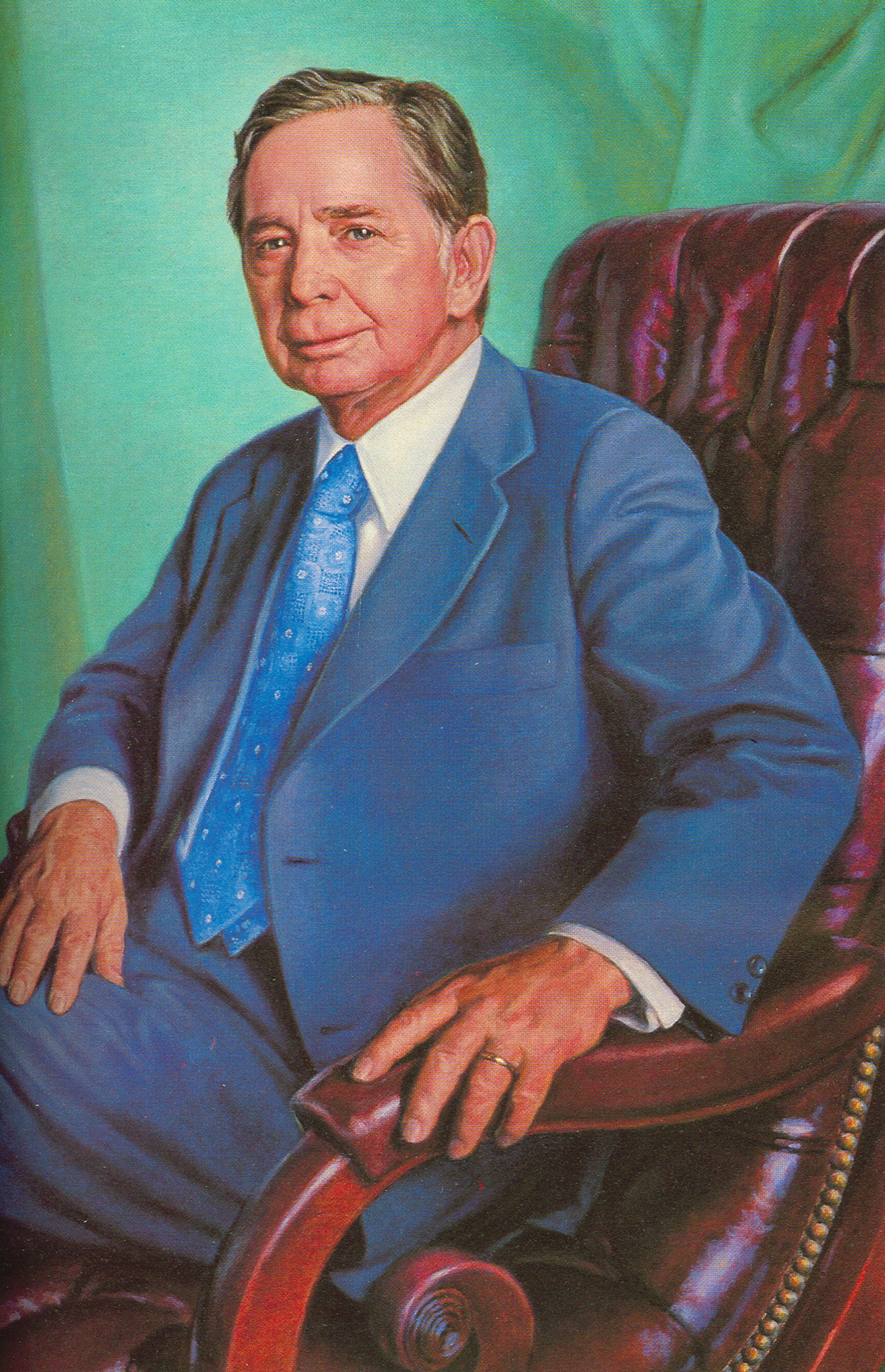
Carl Albert, amerikansk demokratisk politiker.
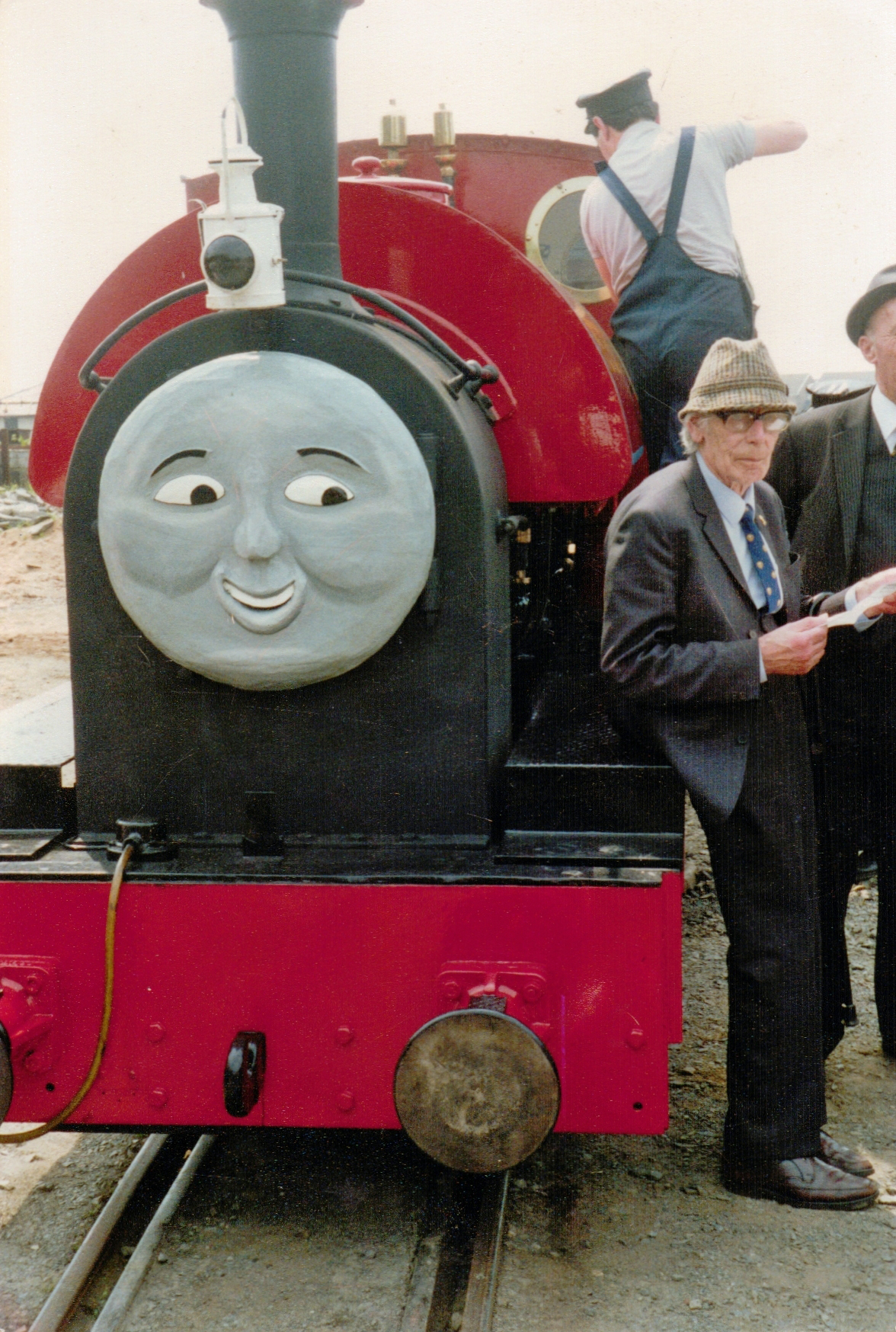
Wilbert Awdry, författare till barnböckerna om Tankloket Thomas.
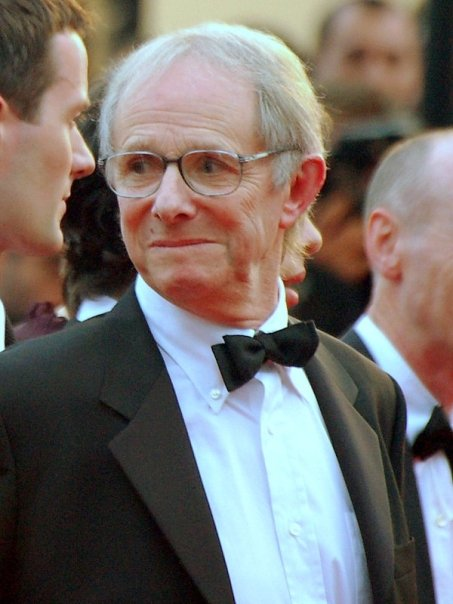
Ken Loach, regissör.
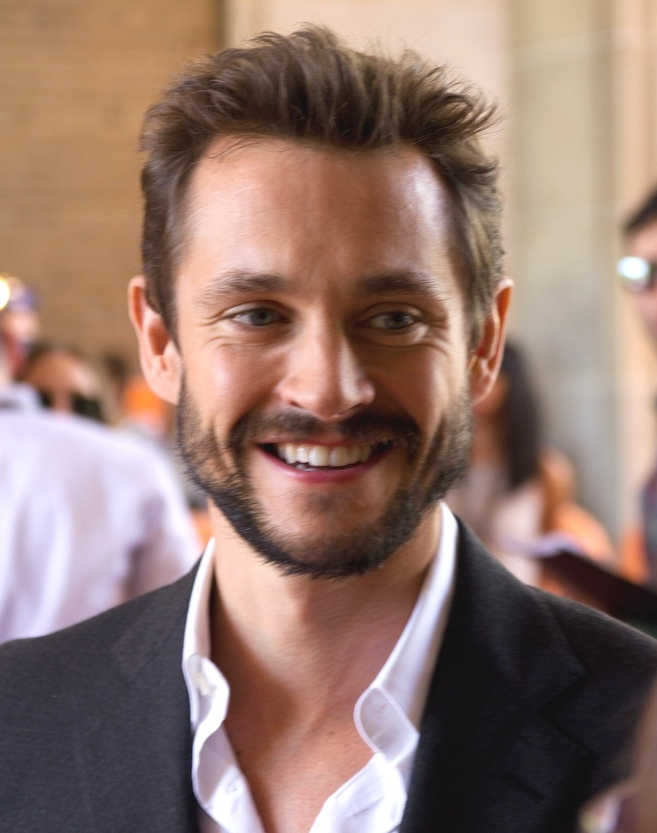
Hugh Dancy, skådespelare.

Till collegets mer kända alumner hör:
- Carl Albert (1908–2000), amerikansk demokratisk politiker, representanthusets talman 1971–1977.
- Wilbert Awdry (1911–1997), präst, järnvägsentusiast och barnboksförfattare.
- Simon Beaufoy (född 1967), filmmanusförfattare.
- Mike Carey (född 1959), författare.
- Mark Carney (född 1965), brittisk centralbankschef.
- Hugh Dancy (född 1975), skådespelare.
- Rex Hunt (1926–2012), guvernör över Falklandsöarna under Falklandskriget.
- Libby Lane (född 1966), teolog och anglikansk biskop av Stockport; första kvinnliga biskop i Engelska kyrkan.
- Ken Loach (född 1936), film- och TV-regissör.
- François Perrodo, singaporiansk oljeentreprenör.
- Paul Reeves (1932–2011), anglikansk ärkebiskop av Nya Zeeland och därefter Nya Zeelands generalguvernör.
- Mark Stanhope (född 1952), brittisk amiral.
- Jigyel Ugyen Wangchuck (född 1984), prins av Bhutan.